# Slovenska popevka 1969
Slovenska popevka 1969 je potekala 12. in 13. junija v ljubljanski Hali Tivoli. Predstavilo se je 20 pesmi, predhodno izbranih izmed 125 prispelih na razpis. Oba večera so najprej izvedli 10 novih pesmi, v drugem delu programa pa so bile na sporedu popevke s preteklih festivalov, ki so jih izvajali gostujoči pevci iz drugih jugoslovanskih republik in tujine: Anita Traversi (Švica), Zdenka Vučković (Hrvaška), Marcela Laiferová (Slovaška), Stjepan Jimmy Stanić (Hrvaška), Jack Grunsky (Avstrija), Boba Stefanović (Srbija), Korni grupa (Srbija), Josipa Lisac (Hrvaška), Jacques Raymond (Belgija), Zafir Hadžimanov (Makedonija), Riccardo Del Turco (Italija), Alvarah Gomez (Zahodna Nemčija), Jacques Boone (Francija) in Petra Pascal (Zahodna Nemčija).

## Nastopajoči
| #   | Izvajalec        | Naslov pesmi                  | Avtor glasbe   | Avtor besedila  | Avtor aranžmaja |
| --- | ---------------- | ----------------------------- | -------------- | --------------- | --------------- |
| 1.  | Majda Sepe       | Ladja iz papirja              | Mojmir Sepe    | Elza Budau      | Mojmir Sepe     |
| 2.  | Bele vrane       | Maček v žaklju                | Jože Privšek   | Miroslav Košuta | Jože Privšek    |
| 3.  | Sonja Gabršček   | Moja mladost                  | Vinko Horvat   | Vlado Bezjak    | Milan Mihelič   |
| 4.  | Bele vrane       | Na vrhu nebotičnika           | Jure Robežnik  | Gregor Strniša  | Jure Robežnik   |
| 5.  | Marjana Deržaj   | Na Zmajskem mostu             | Ati Soss       | Gregor Strniša  | Ati Soss        |
| 6.  | Lidija Kodrič    | Neizpeta melodija             | Damjan Tozon   | Mirjam Tozon    | Mojmir Sepe     |
| 7.  | Irena Kohont     | Pesem dežja                   | Borut Lesjak   | Elza Budau      | Bojan Adamič    |
| 8.  | Metka Štok       | Praznik dreves                | Borut Lesjak   | Elza Budau      | Borut Lesjak    |
| 9.  | Elda Viler       | Rajska ptica                  | Boris Kovačič  | Gregor Strniša  | Mario Rijavec   |
| 10. | Bor Gostiša      | Starec in morje               | Bojan Adamič   | Ervin Fritz     | Bojan Adamič    |
| 11. | Lado Leskovar    | Tanja                         | Andrej Grabnar | Dušan Velkaverh | Mario Rijavec   |
| 12. | Braco Koren      | Tri korake v modro            | Jure Robežnik  | Elza Budau      | Jure Robežnik   |
| 13. | Nino Robič       | Ura brez kazalcev             | Ati Soss       | Miroslav Košuta | Ati Soss        |
| 14. | Edvin Fliser     | Vrni se na stara pota         | Vili Petrič    | Marjan Stare    | Jože Privšek    |
| 15. | Alenka Pinterič  | Vsepovsod mi je lepo          | Damjan Tozon   | Mirjam Tozon    | Jure Robežnik   |
| 16. | Marjana Deržaj   | Začaran grad                  | Borut Lesjak   | Elza Budau      | Borut Lesjak    |
| 17. | Jožica Svete     | Zakaj tvoj dom, zakaj moj dom | Mojmir Sepe    | Miroslav Košuta | Mojmir Sepe     |
| 18. | Mladi levi       | Zaznamovan                    | Saša Pirc      | Dušan Velkaverh | Jože Privšek    |
| 19. | Elda Viler       | Zlati prah imaš v očeh        | Jože Privšek   | Miroslav Košuta | Jože Privšek    |
| 20. | Senka Veletanlić | Zlati vlak želja              | Aleš Kersnik   | Elza Budau      |                 |

## Seznam nagrajencev
Nagrade občinstva
- 1. nagrada:

- Neizpeta melodija Damjana Tozona (glasba) in Mirjam Tozon (besedilo) v izvedbi Lidije Kodrič
- Maček v žaklju Jožeta Privška (glasba) in Miroslava Košute (besedilo) v izvedbi skupine Bele vrane

- 3. nagrada:

- Na vrhu nebotičnika Jureta Robežnika (glasba) in Gregorja Strniše (besedilo) v izvedbi skupine Bele vrane
- Vsepovsod mi je lepo Damjana Tozona (glasba) in Mirjam Tozon (besedilo) v izvedbi Alenke Pinterič

Nagrade strokovne žirije
- 1. nagrada: Zakaj tvoj dom, zakaj moj dom Mojmirja Sepeta (glasba) in Miroslava Košute (besedilo) v izvedbi Jožice Svete
- 2. nagrada: Zlati prah imaš v očeh Jožeta Privška (glasba) in Miroslava Košute (besedilo) v izvedbi Elde Viler
- 3. nagrada: Zaznamovan Saše Pirca (glasba) in Dušana Velkaverha (besedilo) v izvedbi skupine Mladi levi

Nagrada Mladine za besedilo
- Miroslav Košuta za pesem Zlati prah imaš v očeh